# NGC 452
NGC 452 est une vaste galaxie spirale barrée située dans la constellation des Poissons. NGC 452 a été découverte par l'astronome britannique John Herschel en 1827.

## Caractéristiques
Sa vitesse par rapport au fond diffus cosmologique est de 4 669 ± 21 km/s, ce qui correspond à une distance de Hubble de 68,9 ± 4,7 Mpc (∼225 millions d'al).
À ce jour, 27 mesures non basées sur le décalage vers le rouge (redshift) donnent une distance de 62,737 ± 4,563 Mpc (∼205 millions d'al), ce qui est à l'intérieur des valeurs de la distance de Hubble. Notons cependant que c'est avec la valeur moyenne des mesures indépendantes, lorsqu'elles existent, que la base de données NASA/IPAC calcule le diamètre d'une galaxie et qu'en conséquence le diamètre de NGC 452 pourrait être d'environ 54,1 kpc (∼176 000 al) si on utilisait la distance de Hubble pour le calculer.
La classe de luminosité de NGC 452 est I-II et elle présente une large raie HI.

## Groupe de NGC 452
NGC 452 est la plus grosse galaxie d'un groupe de plus d'une vingtaine de galaxies qui porte son nom. Le galaxies du groupe de NGC 452 sont indiqués dans des articles d'Abraham Mahtessian paru en 1998 et de A.M Garcia paru en 1993. Certaines des galaxies du groupe de NGC 452 sont aussi membres de la chaîne de galaxies Arp 331.